# Chery Arrizo 8
La Chery Arrizo 8 (in cinese: 艾瑞泽8) è una autovettura berlina prodotta dal 2022 dalla casa automobilistica cinese Chery Automobile.

## Descrizione
L'Arrizo 8 è una berlina a tre volumi e quattro porte, che ha debuttato per la prima volta nell'aprile 2022; è stata lanciata ufficialmente sul mercato automobilistico cinese a settembre 2022.
Le motorizzazioni disponibili al lancio sono due benzina a quattro cilindri in linea con sovralimentazione mediante turbocompressore: una dalla cilindrata di 1,6 litri che produce 194 CV e 290 Nm, mentre la seconda da 2,0 litri che eroga 250 CV e 390 Nm; entrambe le unità sono disposte traversalmente, sono abbinate alla sola trazione anteriore ed a una trasmissione a doppia frizione a 7 rapporti.